# John Kowalski
Pour les articles homonymes, voir Kowalski.
John Kowalski, né le 22 décembre 1951 à Milkow (Pologne), est un entraîneur américain d'origine polonaise. Ancien sélectionneur de l'Équipe des États-Unis de soccer, il exerce la fonction d'entraîneur de football dans plusieurs clubs américains dont les Tampa Bay Mutiny de 1997 à 1998. Il est actuellement l'entraîneur de l'équipe féminine des Robert Morris Colonials ainsi que de la formation U-14 de Stars United qui se trouve à Pittsburgh en Pennsylvanie.

## Biographie
Kowalski a brièvement été sélectionneur de l'Équipe des États-Unis de soccer en 1991 et enregistre un bilan de deux victoires et un match nul en trois rencontres. L'année suivante, il est le sélectionneur de l'Équipe des États-Unis de futsal pour les Coupes du monde de futsal en 1989 et 1992 où l'équipe américaine remporte le bronze aux Pays-Bas en 1989 et l'argent à Hong Kong en 1992. Depuis que la Coupe du monde de futsal est officiellement reconnue comme une compétition de la FIFA par cette dernière, la médaille d'argent obtenue en 1992 est la meilleure performance américaine dans une compétition mondiale de soccer.

### Vie privée
John Kowalski est d'origine polonaise. Il est également marié et a une fille.